# تحريرات القراءات
تحريرات القراءات، مفهوم التحريرات في اصطلاح القراء: هو علم يعتني بعزو أوجه طرق القراءات المختلف فيها إلى من رواها من أصحاب الطرق وأمهات مصادر القراءات، ويهتم بتمييز الطرق وتنقيحها وبيان الجائز منها والممنوع وما يترتب عليها من الأوجه، وأول من بدأ بها ابن الجزري في النشر.
ومناهج العلماء في تحريرات طيبة النشر على قسمين:
القسم الأول: المحررون على ظاهر النظم، ويطلق عليهم (مدرسة المنصوري).
والقسم الثاني: المحررون على الكتب المسندة عند ابن الجزري، ويطلق عليهم (مدرسة الأزميري).
ومن فوائدها: منع التركيب والتلفيق في قراءات القرآن الكريم، وتمييز الطرق والروايات، والتنبيه على الأوجه الضعيفة، وبيان سبب ضعفها؛ ليتجنب القارئ القراءة بها.

## مفهوم التحريرات في اصطلاح القراء
علم يعتني بعزو أوجه طرق القراءات المختلف فيها إلى من رواها من أصحاب الطرق وأمهات مصادر القراءات، ويهتم بتمييز الطرق وتنقيحها، وبيان الجائز منها والممنوع، وما يترتب عليها من الأوجه.

## نشأة علم التحريرات
أول بوادره أركان القراءة الصحيحة، ومنها: صحة السند، والتي نشأ عنها أهمية معرفة أحوال رجال القراءات وضبط قراءاتهم واختياراتهم، معجم علوم القرآن.
ثم ظهر جمع القرآن بعد أن كان المتبع عند القراء قبل القرن الخامس الهجري إفراد كل قراءة بختمة، بل كل رواية بختمة، ولم يكن جمع القراءات متبعًا عندهم على الإطلاق، وأحدث الجمع ردود فعل متباينة، فمن القراء من منعه وحذر منه، ومنهم من قبله ولكن بشروط مقيدة، فقد دعت الحاجة إليه لما ترك الطلبة إفراد القراءات.
ومع مرور الزمن تكاثرت أسانيد وروايات القرآن وتشعبت طرقه وكثرت أوجهه، مما دعا إلى تنظيم القراءات وتميز بعضها عن بعض، لأن من شروط الجمع عدم التركيب في القراءة الواحدة.
ثم جاء عصر ابن الجزري فجمع ما انتهى إليه من سبقه في مصنفاته، ويأتي في مقدمتها كتابه النشر ومنظومته طيبة النشر، واعتمد عليها الناس تأليفا وإقراء، حيث أسند القراءات بأسانيده، واعتمد على 37 كتابا من كتب الطيبة، وأصبحت عمدة في تحرير الطرق والعناية بالأوجه المختلفة؛ حيث ذكر نحوًا من ألف طريق، واهتم بعزو القراءات إلى كتبها الأصيلة، وأوجهها المعتمدة، وحرَّر هذه الأوجه، ومن هنا ظهر علم التحريرات، وهو أول من اعتنى بها.

## مناهج العلماء في تحرير طيبة النشر
القسم الأول: المحررون على ظاهر النظم، ويطلق عليها (مدرسة المنصوري).
وقد سار على ذلك النهج أغلب المحررين فكانوا لا يخرجون في الغالب عما ذكره ابن الجزري في النشر، ومؤسس هذا النهج هو: علي بن سليمان المنصوري في كتابه (تحرير الطرق والروايات)، ونظمه: (حل مجملات الطيبة)، ومدرسة المنصوري تعتبر من أكثر مراجع المحررين، وسار على دربه كثير من المحررين، كالميهي في فتح الكريم الرحمن في تحرير أوجه القرآن، والطباخ في هبة المنان في تحرير أوجه القرآن.
وتتميز مدرسة المنصوري بأمور منها:
1. جل اعتمادها في التحريرات على نقل ابن الجزري.
2. عدم الالتزام بالطرق التي أسندها ابن الجزري تفصيلياً للكتب، فقد يأخذون بوجه ذكره ابن الجزري في كتاب أسنده إسناداً عامّاً دون أن يذكر طريق أحد الرواة أو القراء منه.

القسم الثاني: المحررون على الكتب المسندة، ويطلق عليها: (مدرسة الأزميري)
والأزميري هو مؤسس هذا الاتجاه، فقد اعتمد في تحريراته على الكتب التي تعد مصادره في النشر، ولم يعتمد على نقل ابن الجزري إلا في مواضع قليلة ترك فيها ما وجد في الكتب، ولذلك خالفت تحريراته تحريرات السابقين فمنع أوجهاً من الطيبة لم يمنعها من سار على طريقة المنصوري وأتباعه.
وجاء المتولي وتوسع في الاعتماد على ما في الكتب المسندة، وترك الاعتماد على نقل ابن الجزري في غالب تحريراته فخالف الأزميري في مسائل عديدة.
مميزات مدرسة الأزميري:
1. الإكثار من الرجوع إلى كتب مصادر النشر الأصيلة لأخذ الأحكام.
2. عدم الاعتماد على نقل ابن الجزري إلا قليلا.[5]

## فوائد التحريرات
1. منع التركيب والتلفيق في قراءات القرآن الكريم.
2. تفصيل مجملات المتون؛ الشاطبية والدرة والطيبة.
3. تمييز الطرق والروايات.
4. التنبيه على الأوجه الضعيفة وبيان سبب ضعفها ليتجنب القارئ القراءة بها.
5. النص على القراءات الممنوعة بسبب التركيب نتيجة لجمع القرآن في ختمة واحدة.
6. أنه تحقيق للقراءات القرآنية قائم على أسس علمية؛ لأن التحرير بمعنى الإتقان.
7. المحافظة على كلام الله من أن يتطرق إليه محرم أو عيب.[6]

## أبرز كتب تحريرات القراءات
1. النشر في القراءات العشر لابن الجزري، وهو أول من اعتنى بتحرير أوجه القراءات من المصادر المعتمدة عنده.
2. تحرير الطرق والروايات لعلي بن سليمان المنصوري.
3. عمدة العرفان في تحريرأوجه القرآن، لمصطفى الأزميري، وبدائع البرهان في تحرير
4. أوجه القرآن، وهو شرح له كتاب عمدة العرفان.
5. الائتلاف في وجوه الاختلاف، لعبد الله محمد الشهير بيوسف أفندي زاده.
6. سنا الطالب لأشرف المطالب، لهاشم بن محمد المغربي.
7. هبة المنان في تحرير أوجه القرآن، لمحمد بن محمد، المعروف بالطباخ.
8. غيث الرحمن شرح هبة المنان في تحرير أوجه القرآن، لمحمد بن محمد الإبياري.
9. فتح الكريم الرحمن في تحرير أوجه القرآن، لمصطفى الميهي.
10. الفوز العظيم الأول، والفوز العظيم الثاني، والروض النضير في أوجه الكتاب المنير، لمحمد بن المتولي.[7]